# Gnophos mediorhenana
Gnophos mediorhenana är en fjärilsart som beskrevs av Fuchs 1904. Gnophos mediorhenana ingår i släktet Gnophos och familjen mätare. Inga underarter finns listade i Catalogue of Life.